# 弹街路
弹街路又称片弹石路、弹硌路、片弹街路，是由卵石、块石铺筑的一種路面，常見於中華民國大陸時期和中華人民共和國初期時的上海。弹街路的名称起源于苏州。上海曾从苏州大量采购铺路石，弹街路之名也沿用到上海。

## 歷史
明清时期，上海县城里高级的道路为砖路或石板路，低级的是弹街路、土路；城外仅有一条南北向的石板大路通往嘉定等地，其余基本上是土路。上海开埠后，租界内从1848年起铺筑弹街路。上海地区原有河道較多，交通不便。1906年开始大规模填河，修筑一大批弹街路。从1910年起，上海的主干道路逐渐铺设沥青路面，而一些较小的土路、煤渣路改筑为弹街路。在1926至1936年华界内弹街路增长了近3倍。1951年上海专门在苏州设立石料运输处，采办弹街石和方头弹街石。20世纪50年代末，上海市区有近4000条彈街路，全长约80万米。1958年辟筑的河南南路长1617米，宽约20米，方块石路面，是上海最宽阔平整的弹街路。70年代以后，为改善路面状况和地下管线，对弹街路进行了分批改造，大多数改建为沥青混凝土路面。
截至2002年末，在黃浦區老城厢东部尚存3条弹街路、1条弹街弄堂，加上零星弹街路面，总长400余米。此外在闸北、徐汇等地还有约300米弹街路面。